# Дянышка
Дянышка (Кобыча; якут. Дээнискэ) — река в России, правый приток Лены. Протекает по территории Кобяйского района Якутии.
Берёт начало в отрогах Верхоянского хребта в месте слияния рек Дектенде и Бирандя. Высота истока — 655 метров над уровнем моря. Впадает в реку Лена на востоке Центрально-Якутской равнины, высота устья — 47 метров над уровнем моря. Длина реки — 295 км. Площадь водосборного бассейна — 13 300 км².
Принимает 54 притока длиной более 10 км. Основной приток — река Сагандя длиной 179 км (левый).